# Lucius Antistius Vetus (consul en 55)
Pour les articles homonymes, voir Antistius Vetus.
Lucius Antistius Vetus est un sénateur et un homme politique de l'Empire romain.

## Biographie
Il est le fils de Caius Antistius Vetus, consul en 23, et de son épouse probable, Sulpicia Camerina.
Il est consul ordinaire en 55 avec pour collègue l'empereur Néron. Immédiatement après son consulat, Vetus est gouverneur de Germanie supérieure, ou il supervise la construction d'un canal reliant le Rhin au Rhône, permettant la facilitation du trafic. Il est remplacé en 56 par Titus Curtilius Mancia.
Il est proconsul d'Asie en 64/65, pendant son mandat Claudius Demianus est emprisonné pour différents crimes.